# آشچیسو (آئیر)
آشچیسو (به قزاقی: Ashchysu) یک رود در قزاقستان است که در استان پاولودار واقع شده‌است.